# Rue des Hospitalières-Saint-Gervais
Rue des Hospitalières-Saint-Gervais je ulice v Paříži v historické čtvrti Marais. Nachází se ve 4. obvodu. Ulice je pěší zónou.

## Poloha
Ulice vede od křižovatky s Rue des Rosiers a končí na křižovatce s Rue des Francs-Bourgeois.

## Historie
Ulice vděčí za svůj název klášteru řádových sester Saint-Anastase, které se také nazývaly sestry Saint-Gervais. Rue des Hospitalières-Saint-Gervais se původně jmenovala Passage des Dames-Saint-Gervais a později Rue des Dames-hospitalières. Jednalo se původně o úzký průchod spojující dvě slepé ulice. Průchod byl ministerskou vyhláškou z 23. července 1817 rozšířen na 10 m. Své současné jméno získala v roce 1844. V roce 2016 byla ulice přeměněna na pěší zónu.

## Zajímavé objekty
- dům č. 1a: Marché des Blancs-Manteaux, dříve se zde byla nemocnice Saint-Gervais, kde v letech 1655–1790 působily řádové sestry Saint-Anastase. Krytá tržnice byla postavena v letech 1813–1819. Nově slouží jako víceúčelový prostor (sportovní a kulturní aktivity).
- v domě č. 6 sídlí Institut médico-pédagogique Binet-Simon pro mladistvé (3–16 let) s mentálním postižením.
- domy č. 8 a 10: základní škola Hospitalières-Saint-Gervais, která zabírá část prostoru bývalého tržiště. Bývalá řeznická hala se využívá jako tělocvična a je zdobena dvěma bývalými bronzovými fontánami ve tvaru volských hlav.